# Royaume d'Awsân
VIIIe siècle av. J.-C. – VIIe siècle av. J.-C.
Entités suivantes :
- Royaume de Saba

La guerre de Saba sous Karib'il Watar I. (vers 685 av. J.-C.) contre Awsân (en orange)

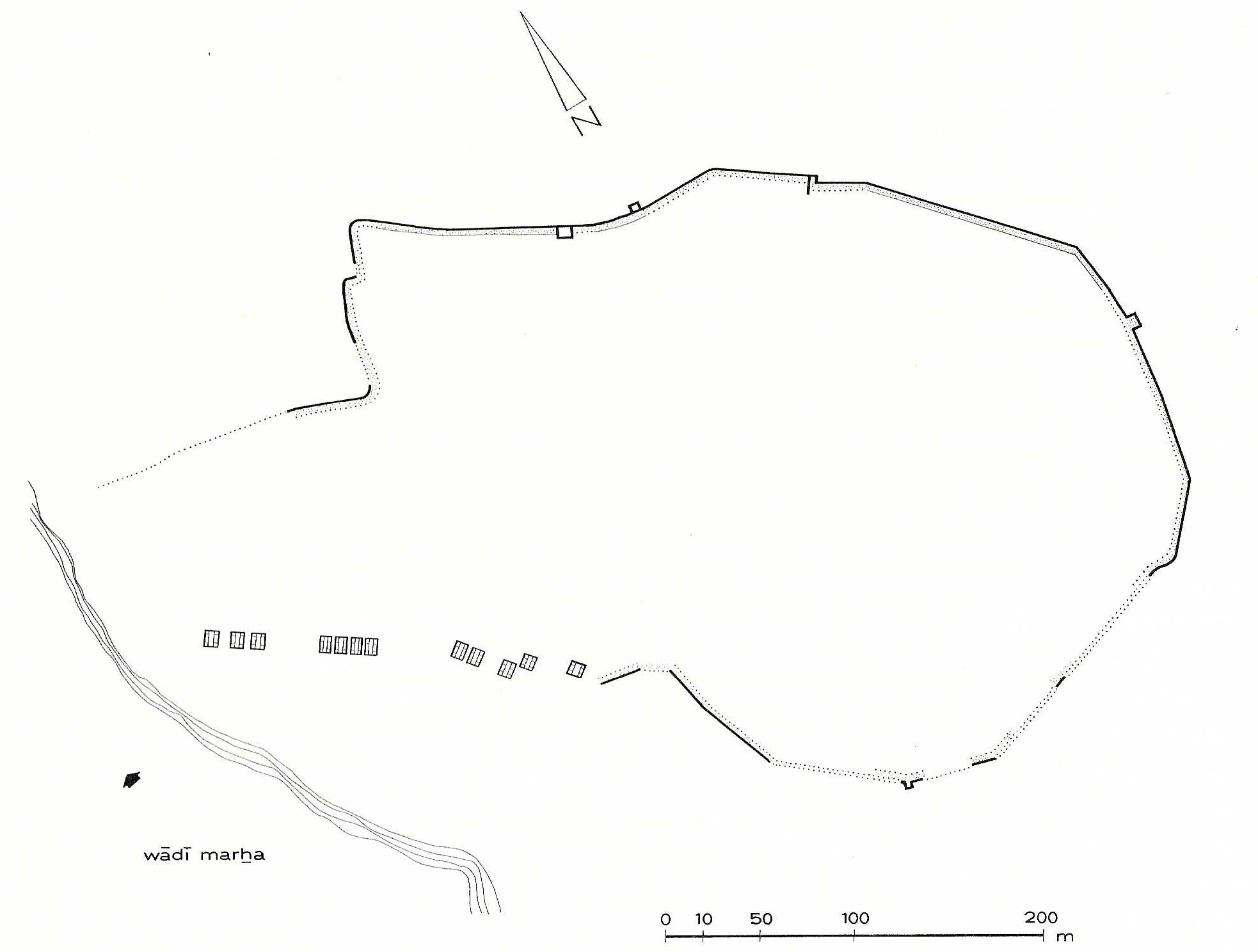
Plan de la muraille de Hajar Yahirr (Jean-François Breton)

Le royaume de Awsân en Arabie du Sud (dans le Yémen moderne), a été un petit royaume important de l'Arabie du Sud, aux VIIIe et VIIe siècles avant notre ère.

## Hagar Yahirr
Sa capitale Hagar Yahirr, dans le nord du Wadi Markha, à l'est du Wadi Bayhan, est aujourd'hui marquée presque uniquement par un monticule artificiel, localement nommé Agar Asfal, vers 990 mètres d'altitude. Elle semble avoir été détruite au VIIe siècle avant notre ère par le roi et mukarrib de Saba Karib'il Watar, selon un texte sabéen dans des termes qui témoignent de son importance pour les Sabéens.
Hagar Yahirr a été le centre d'une agglomération exceptionnellement importante pour l'Arabie du Sud, avec des temples et un grand édifice entouré d' habitations en brique crue, avec un site probable de marché et d'un caravansérail.
Au début de notre ère, une statue représente un portrait d'un roi, habillé à la mode grecque au contraire de ses prédécesseurs, accompagnée d'inscriptions en langue qatabanite.
L'implantation d'Hagar Yahirr est conforme à d'autres capitales de petits royaumes, en Arabie du sud, à l'embouchure d'oueds importants : Ma`in dans le wadi Jawf, Marib dans le wadi Dana, Timna dans le wadi Bayhan, Hagar Yahirr dans le wadi Markha et Shabwa dans le wadi Irma.

## Archéologie

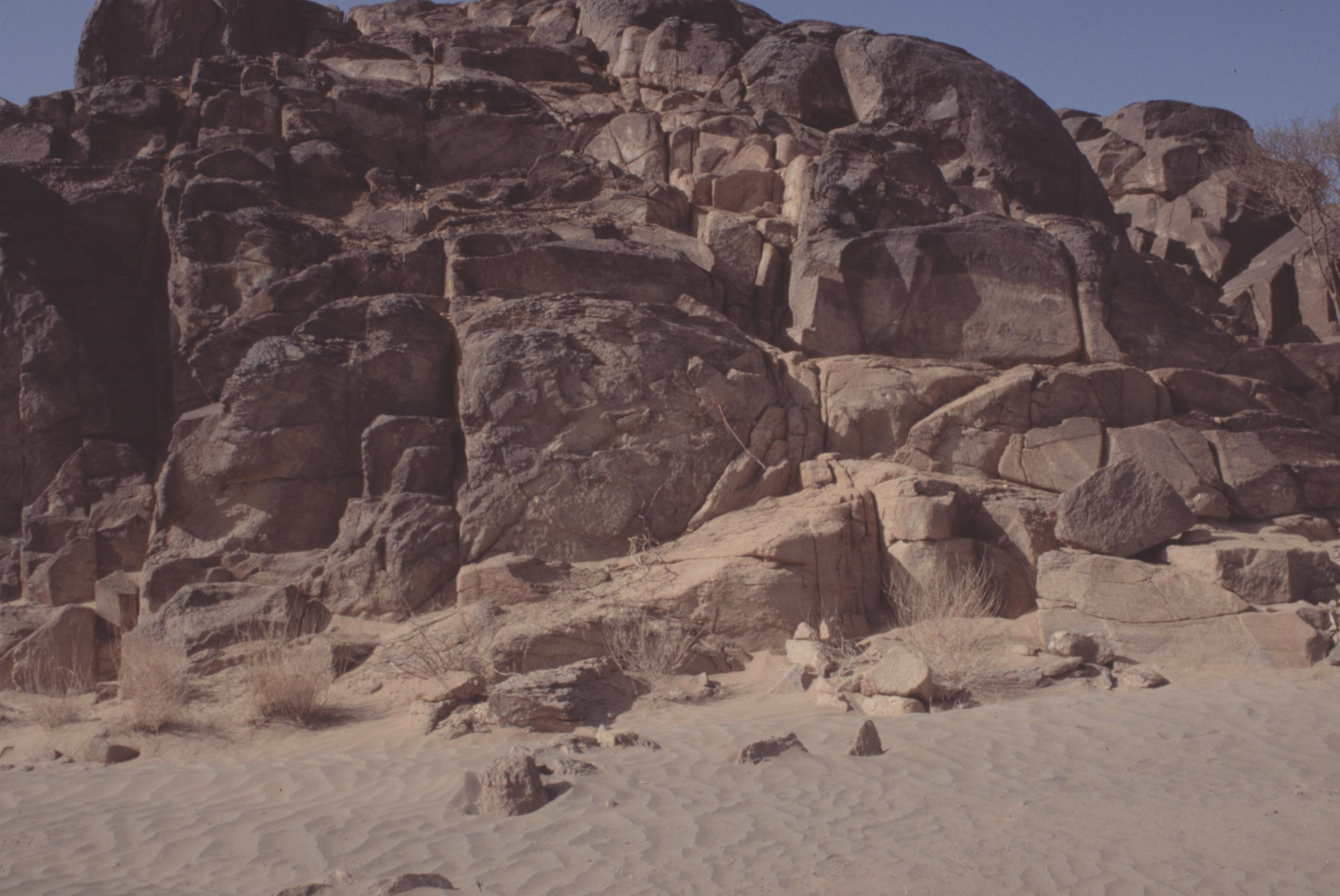
Hajar Yahirr. Carrières de granit au nord-ouest du site (photographie : J. -F. Breton)

En décembre 1971, Jacqueline Pirenne mentionne un obélisque de pierre (au lieu dit Hajar Abû Zayd) à l’ouest de la ville antique puis reconnait en 1980 un site dénommé Hajar Yahirr. Par la suite, la Mission archéologique française de Shabwa (direction : Jean-François Breton) entreprend le relevé des systèmes d’irrigation de Dhât al-Jar, à 5 km à l’est de Hajar Yahirr, étudie les carrières de granit au nord-ouest du site (voir photographie), dresse le plan de la fortification de Hajar Yahirr et collecte de la céramique classée comme « archaïque » (IXe – VIIe siècles avant notre ère).
Il est assuré que la muraille est mise en œuvre au sommet d’un tell, haut de 3– 4 m, partiellement entaillé à l’ouest par le wâdî Markha. Le rempart continu, visible sur 1100 m, est fait d’un massif de brique crue, épais de 2,70 m, doublé d’un parement en petit appareil. Par son tracé, ses longues sections rectilignes parfois concaves, par ses techniques de construction, par la rareté de ses tours, ce puissant rempart appartenant à la période sudarabique la plus ancienne (vers IXe – VIIIe siècles avant notre ère) devait protéger la capitale du royaume de ‘Awsân.
La superficie initiale de la ville est alors estimée à 13-16 hectares. Enfin, un grand édifice à l’ouest, comporte un puissant soubassement surmonté des vestiges d’une salle à piliers et muni de deux tours ; il s’agit très certainement d’un sanctuaire extra-muros.
En 1995, les archéologues allemands du Musée ethnologique de Munich entreprennent une prospection géomagnétique révélant les fondations d'habitations construites en brique crue.
Compte-tenu des données acquises en surface, que ce soit en architecture ou en céramique, il semble que le site n’ait jamais été occupé après les VIe – Ve siècles avant notre ère.
S’il y a eu une « renaissance » du royaume de ‘Awsân dont il reste à définir les modalités, elle n’a pu voir le jour sur le site de Hajar Yahirr. En outre, celle-ci n’est attestée que par plusieurs statues de rois des deux premiers siècles de notre ère dont la provenance exacte est inconnue.
Les zones d’irrigation semblent refluer au-dessus des 1000 mètres d’altitude, à l’intérieur des plus grands wâdîs de la région (Markha, Bayhân, ‘Abadan, Dura’ etc.). S’il faut donc tenir compte du recul général des irrigations vers l’amont du wâdî Markha, vers Hajar Lajiyya, Hajar Tâlib, Hajar an-Nâb, Hajar as-Sâda etc., c’est sur le cours moyen voire supérieur du Wâdî Markha qu’il faudrait rechercher une éventuelle capitale d’Awsân. Les sites susmentionnés ont d’ailleurs fourni un important matériel des trois premiers siècles de notre ère, déposé au musée d’Ataq.

## Liste des rois de Awsân
- 'Amkarib, VIIIe siècle, père de Ḏkrʾl Lḥyn,
- Dkrʾl Lḥyn, vers 700, Mukarrib, père d'un Muratta,
- Muratta, ou Martaw, VIIe siècle av. J.-C., vaincu par Karib'il Watar,
- Ma'ad'il, vers la naissance du Christ,
- Yasuduq'il Far'a, Ier siècle apr. J.-C.,
- Ma'ad'il Salhan, Ier siècle apr. J.-C.,
- Yasuduq'il Far'a Scharah'at, Ier siècle apr. J.-C.,
- Ammyitha 'Ghaylaan Gaschmu...